# Khāndīzaj
Khāndīzaj (persiska: خاندیزج) är en ort i Iran.   Den ligger i provinsen Västazarbaijan, i den nordvästra delen av landet, 600 km nordväst om huvudstaden Teheran. Khāndīzaj ligger 1 196 meter över havet och antalet invånare är 604.
Terrängen runt Khāndīzaj är kuperad åt sydväst, men åt nordost är den platt.Runt Khāndīzaj är det ganska tätbefolkat, med 78 invånare per kvadratkilometer. Närmaste större samhälle är Khvoy, 15,4 km nordost om Khāndīzaj. Trakten runt Khāndīzaj består i huvudsak av gräsmarker.